# Czerwionka
Czerwionka (śl. Czyrwjůnka) – dzielnica Czerwionki-Leszczyn, dawna samodzielna miejscowość.
Według danych z września 2012 r. liczy ona 8281 mieszkańców.
W latach 1945–1954 miejscowość była siedzibą gminy Czerwionka. W 1954 utworzono gromadę Czerwionka ale zanim zaczęła funkcjonować, przekształcono ją na osiedle.

## Położenie i transport
Przez Czerwionkę przebiega droga wojewódzka nr 924.

## Nazwa
Nazwa miejscowości wywodzi się od staropolskiej nazwy koloru – barwy czerwonej. Topograficzny opis Górnego Śląska z 1865 roku notuje miejscowość pod obecną polską nazwą „Czerwionka”, natomiast Słownik geograficzny Królestwa Polskiego pod dwiema: Czerwonka i Czerwionka.
Niemiecki nauczyciel Heinrich Adamy w swoim dziele o nazwach miejscowości na Śląsku wydanym w 1888 roku we Wrocławiu wymienia dwie nazwy wsi po polsku Czerwionka oraz w dialekcie śląskimj Czyrwonkowice podając ich znaczenie „Rotwasser”, czyli po polsku „Czerwone wody”.

## Historia Czerwionki

### Średniowiecze

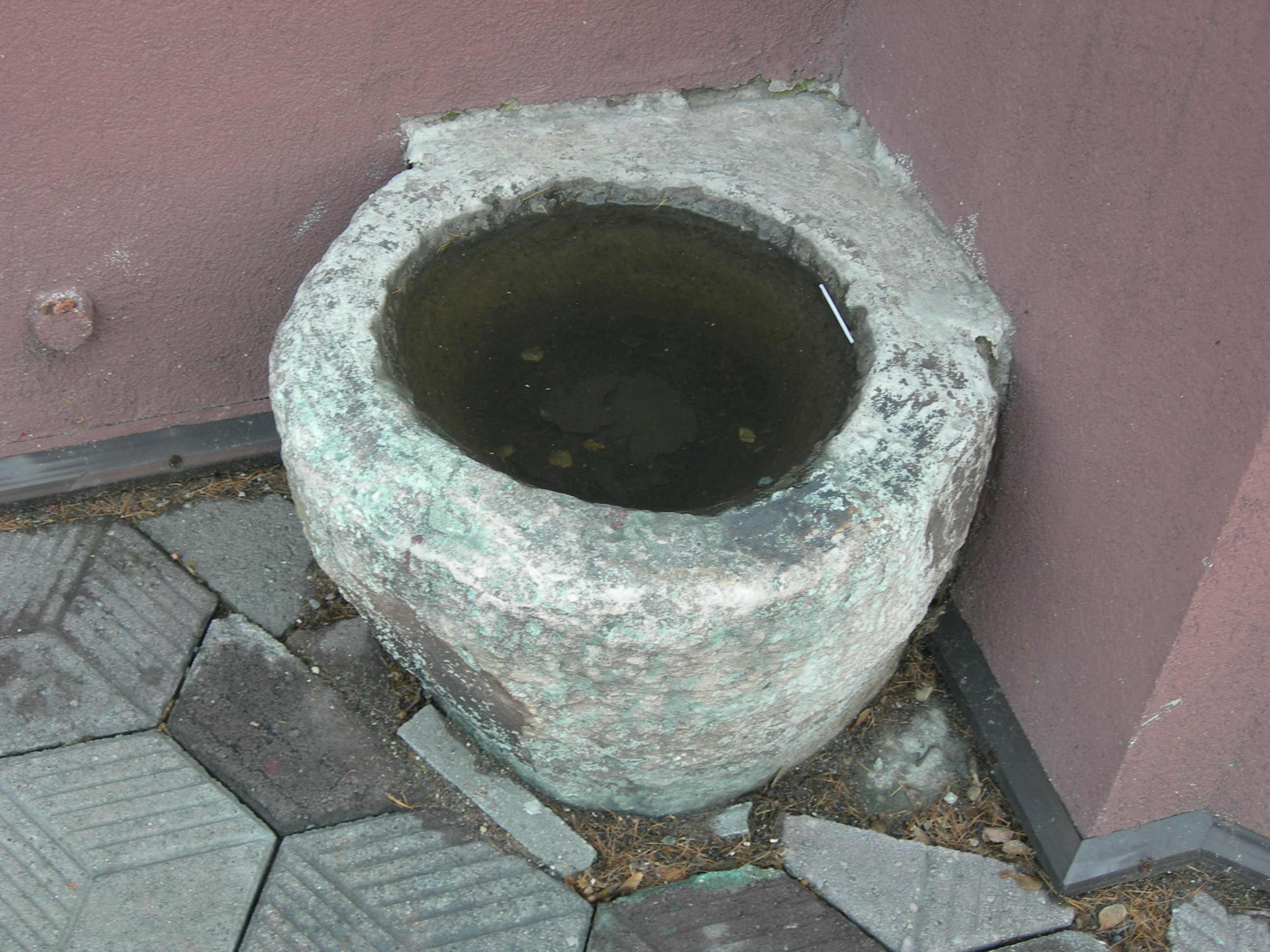
Średniowieczna chrzcielnica w Dębieńsku. 2006

Pierwsze wzmianki o miejscowości pochodzą z wykazu dziesięcin pieniężnych składanych kolegiacie św. Krzyża w Opolu. Czerwionka występowała w wykazie pod nazwą Czyrwonkowitze. Wieś składała dziesięcinę pieniężną, co świadczy, że w drugiej połowie XIII wieku została przeniesiona na prawo niemieckie.
Kolegiata opolska powstała z fundacji biskupa wrocławskiego Tomasza I (1232-1268) w latach 1232–1239, pobierała już wcześniej dziesięciny w pasie od Olzy po Bełk i Bujaków. W 1531 roku biskup wrocławski Jakub von Salza (1520-1539) oraz książę opolsko-raciborski Jan II Dobry nałożyli dodatkową dziesięcinę snopową na rzecz kościoła kolegialnego. Dokument biskupa wrocławskiego, który zawiera wykaz około 60 miejscowości potwierdzał także wszelkie przywileje i dziesięciny posiadane na podstawie wcześniejszych nadań z czasu powstania kolegiaty.

### Wiek XVI–XVII
Czerwionka podobnie jak wiele okolicznych miejscowości należała do rodu Holly. Podczas wojny trzydziestoletniej (1618–1648) teren całego Śląska został bardzo spustoszony. Z pewnością ucierpiała także tam wieś, gdyż od 1632 roku wojska szwedzkie pustoszyły okoliczne miejscowości. Dużemu zniszczeniu uległy Leszczyny oraz Bełk. Według dokumentu sporządzonego w 1644 r. przez Jana Putzen von Adlerthurm na polecenie cesarza Ferdynanda III dzierżawcą Czerwionki był niejaki Charwat, który występuje także w rybnickim urbarzu jako właściciel Kamienia. W tym okresie (1650) wieś liczyła 8 gospodarstw kmiecych, zamieszkanych przez 20 rodzin. Razem było 93 mieszkańców, z których 13 urodziło się na obszarze dworskim, zaś 80 osób było przybyszami z okolic.

### Wiek XVIII
Do końca XVIII wieku Czerwionka znajdowała się w posiadaniu baronów Welczek, spokrewnionych z nimi Paczyńskich oraz Holly, po czym stała się własnością hrabiów Węgierskich. W 1784 roku na terenie wsi gospodarzyło 7 kmieci, 14 zagrodników, w sumie mieszkało 159 osób.

### Wiek XIX
Od czasów najdawniejszych do czasu utworzenia w 1818 roku powiatu rybnickiego wieś była związana księstwem raciborskim, zaś po utworzeniu powiatu rybnickiego Czerwionka znalazła się w jego obrębie.
W 1807 roku powstała w Czerwionce kopalnia „Mariane”. Jej nadanie w 1807 uzyskał ówczesny właściciel wsi hrabia Węgierski. Kopalnia ta rozpoczęła działalność dopiero w 1821 roku. Jej pole górnicze powiększono w 1826 roku, lecz w 1837 roku Węgierscy odsprzedali ją hrabiemu von Limburg Stirum. W tym czasie roku dokonało się zubożenie miejscowości, gdyż w 1818 r. gospodarzyło już tylko 5 kmieci, 7 zagrodników, 13 chałupników, a łącznie w 32 domach żyło 220 ludzi.
W tym okresie w Czerwionce istniały jeszcze dwie inne kopalnie:
- Kopalnia „Harmonia” – została uruchomiona pod koniec 1838 roku. Jej pola górnicze powiększono w latach 1856 i 1867, zaś węgiel wydobywano w latach 1856–1873. Jej właścicielami byli: Antoni Klausa i Wilhelm Schneider później zaś profesor Karol Kuh.

- Kopalnia „Helene”, której akt nadania pochodzi z 1840 roku, należała do „ojca współczesnego hutnictwa” Johna Baildona, który wówczas mieszkał w sąsiednim Bełku. Kopalnię nazwał tak na cześć swojej żony Heleny, która była współwłaścicielką. W 1852 roku syn Johna Baildona – Arthur sprzedał kopalnię właścicielowi Bujakowa – Karolowi Goduli,  jego głównemu zarządcy, Antonowi Gemanderowi i jego żonie Emilii. W 1891 roku, przypadła ona w spadku Alfonsowi Lucasowi.

W połowie XIX wieku wieś w 100% zamieszkiwała ludność polskojęzyczna. Topograficzny opis Górnego Śląska z 1865 roku notuje stosunki ludnościowe na terenie wsi – „Es befinden sich in Czerwionka 119 Haushaltungen mit 507 polnisch Sprechenden(...).”, czyli w tłumaczeniu na język polski „W Czerwionce znajduje się 119 gospodarstw domowych z 507 mieszkańcami mówiącymi po polsku(...)”. Źródło wymienia również kolonię należącą do wsi – Ciossek, która również zamieszkana jest przez ludność polskojęzyczna – „In der Colonie Ciossek befinden sich 24 Haushaltungen mit 106 nur polnisch sprechenden Seelen(...).”, czyli w tłumaczeniu na język polski „W kolonii Ciossek jest 24 gospodarstw domowych ze 106 duszami mówiącymi tylko po polsku(...)”.

### Wiek XX

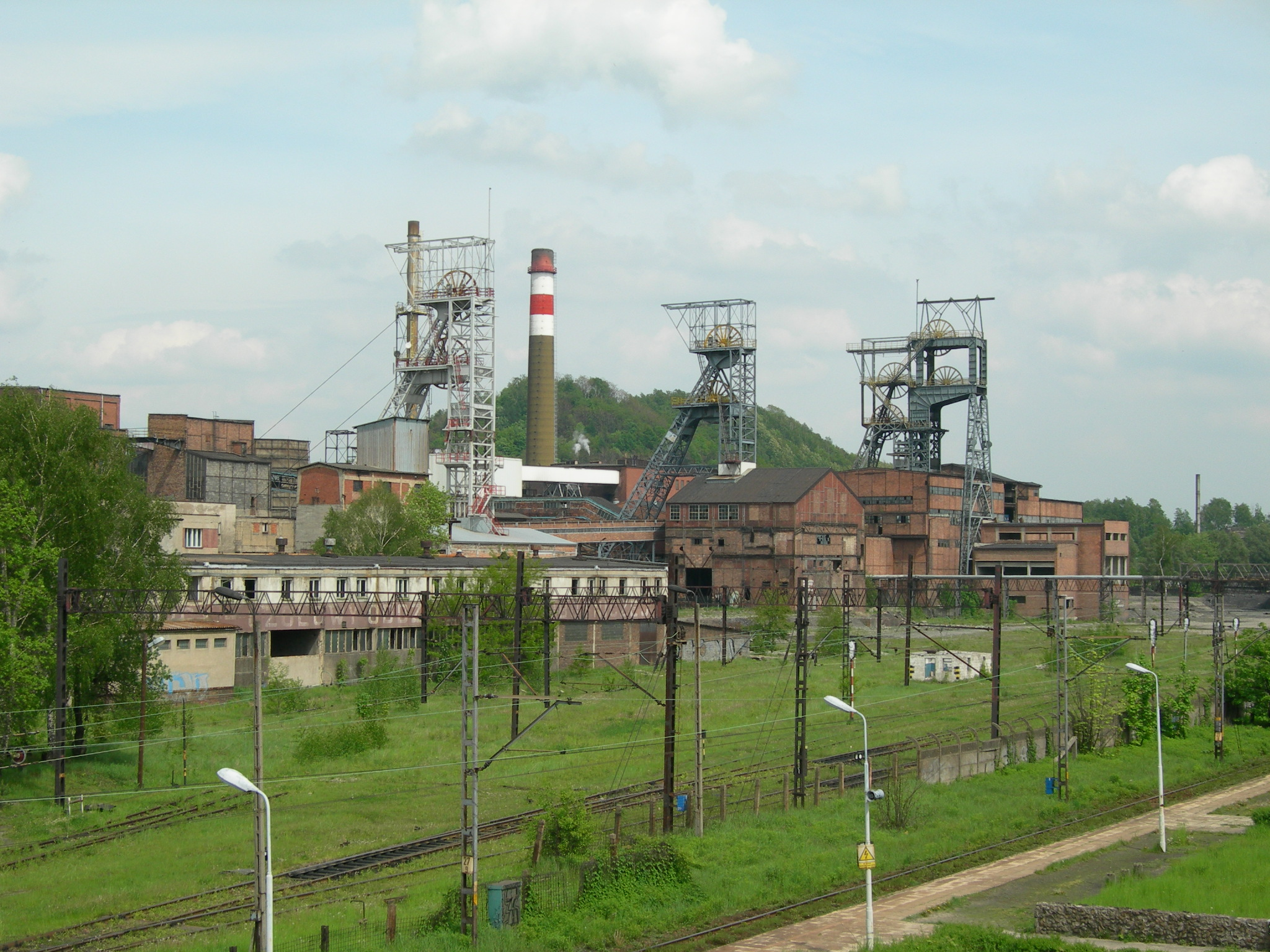
Zabudowania nieczynnej już KWK „Dębieńsko”. 2006

## Ludność na przestrzeni wieków
| Rok      | Liczba mieszkańców                        |
| -------- | ----------------------------------------- |
| 1650     | 93                                        |
| 1784     | 159                                       |
| 1818     | 220                                       |
| 1825     | 227                                       |
| 1845     | 304                                       |
| 1855     | 462                                       |
| 1861     | 613                                       |
| 1865     | 507                                       |
| 1880     | 593                                       |
| 1905     | 1909                                      |
| 1910     | 1102 (miejscowość), 1952 (dobra ziemskie) |
| 1931     | 5100                                      |
| 1961     | 9189                                      |
| 1998     | 9624                                      |
| 1999     | 9458                                      |
| 2000     | 9279                                      |
| III 2005 | 8893                                      |
| XII 2010 | 8403                                      |
| XII 2011 | 8339                                      |
| IX 2012  | 8281                                      |

## Zabytki
- pałac w Czerwionce
- osiedle patronackie kopalni Dębieńsko

## Kościoły i związki wyznaniowe
Na terenie Czerwionki działalność duszpasterską prowadzą następujące kościoły:
- Kościół rzymskokatolicki
- Kościół Ewangelicko-Augsburski w RP, parafia w Czerwionce

## Herb i pieczęć Czerwionki
Pierwszy herb Czerwionki pochodzi z końca XVIII wieku. Przedstawiał on skrzyżowane trzy narzędzia rolnicze: kosę, grabie i siekierę. Wyobrażenie to świadczy rolniczym charakterze miejscowości.
Pieczęć gminy sporządzona po Plebiscycie przedstawia godło trójpolowe: w pierwszym polu widnieją dwie dłonie w braterskim uścisku symbolizujące jedność rolnictwa i przemysłu, w drugim trzy skrzyżowane narzędzia z pierwszego herbu, zaś w trzecim polu zabudowania kopalni „Dębieńsko” (szyb oraz dwa kominy). Pieczęć ta miała 37 milimetrów średnicy i znajdował się na niej napis: „GMINA CZERWIONKA * pow. Rybnik Wojew. Śl. *”.
Herb miejscowości oddany w barwach może mieć białe ręce na niebieskim tle, złote narzędzia o białych żelaziwach na niebieskim tle oraz czarne zabudowania i zieloną murawę na tle białym.

## Sport
8 grudnia 1919 roku w Czerwionce utworzone zostało gniazdo najstarszej polskiej organizacji sportowej Polskiego Towarzystwa Gimnastycznego „Sokół” i w momencie założenia liczyło 120 członków płci męskiej oraz 20 kobiet. Koło to podlegało organizacyjnie Towarzystwu Gimnastycznemu „Sokół” w Rybniku i należało do szeregu sekcji gimnastycznych śląskiego Sokoła. Początkowo w roku 1920 koło tej organizacji liczyło 70 członków.
Prezesem organizacji był Piotr Furgoł, który poległ w III powstaniu śląskim, a naczelnikiem Paweł Biernot. W 1936 roku funkcję prezesa objął Augustyn Szymik, sekretarzem był Nowak, skarbnikiem Donat Kuś, a naczelnikiem Maksymilian Blacha.
Rozwój działalności Sokoła przerwał w 1939 roku wybuch II wojny światowej. W okresie powojennym nie została reaktywowana ponieważ członkowie oraz sama idea towarzystwa była prześladowana przez władze komunistyczne.

## Osoby związane z Czerwionką
- Emil Bartoschek
- Grzegorz Bąk
- Piotr Furgoł
- Wacław Holly
- Marek Profaska
- Rudolf Stork
- Wilhelm Szewczyk
- Grażyna Barbara Szewczyk
- Jan Tkocz